# Arenbergpark

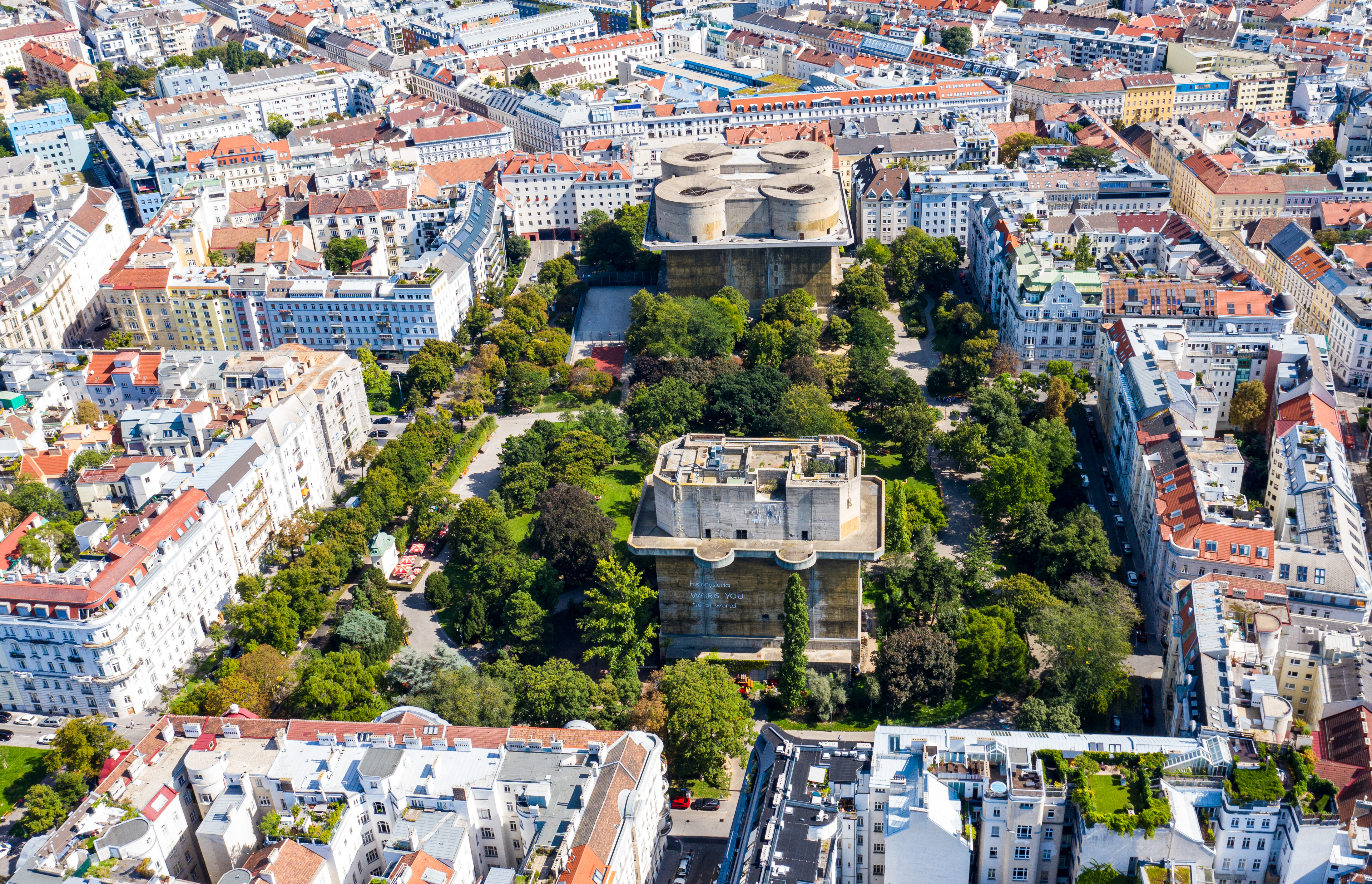
Luftbild mit Blick nach Osten

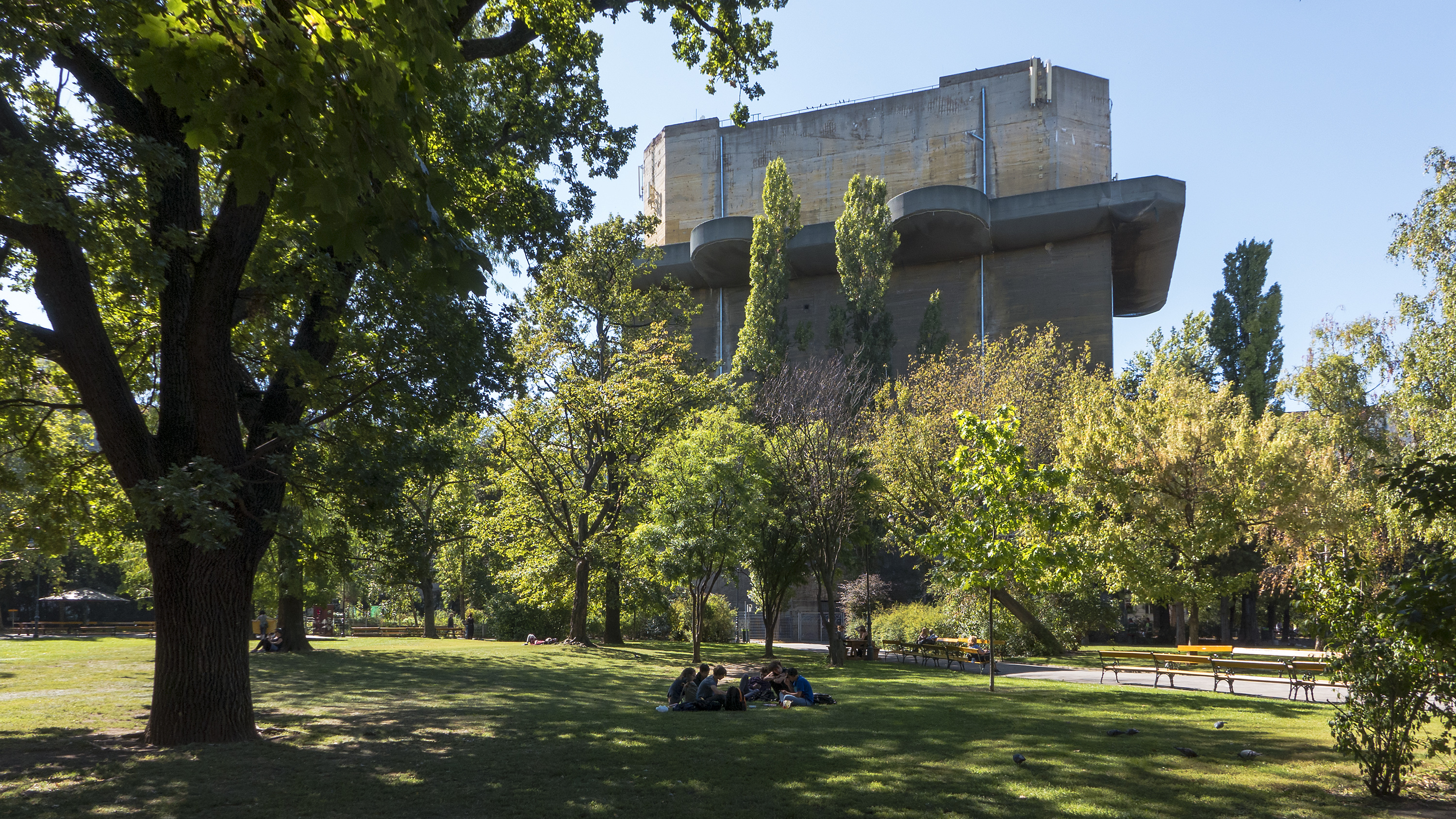
Der (kleinere) Leitturm im Arenbergpark

Der Arenbergpark ist eine Parkanlage beim Dannebergplatz im dritten Wiener Gemeindebezirk, Landstraße.
Der Park, damals wesentlich größer als heute, wurde 1785 von Nikolaus I. Joseph Fürst Esterházy angelegt und ging 1810 in den Besitz von Erzherzog Karl über, der hier Rosenstöcke im Wert von 140.000 Gulden anpflanzen ließ. 1815 wurde der Park an einen Wollgroßhändler verkauft und gelangte nach dessen Tod in den Besitz der Fürsten Arenberg, die der Anlage den Namen gaben. Am 11. Mai 1900 kaufte die Gemeinde Wien den Park und das Palais Arenberg aus dem Nachlass von Franziska von Arenberg, geb. Liechtenstein (Wien 30. Oktober 1833 bis 6. Juni 1894 Wien, Schloss Hacking, verheiratet mit Joseph von Arenberg, 8. August 1833 bis 30. Oktober 1896).
Die Gemeinde ließ danach die Randbereiche des Parks parzellieren und von privaten Bauherren 1906–1908 bebauen und legte neue Straßen an, wodurch die Parkfläche deutlich kleiner wurde. So wurde die Neulinggasse von der Ungargasse bis zum Park verlängert und schien mit diesem Abschnitt 1909 erstmals in Lehmann auf. Die den Park südlich und westlich begrenzende Straße, Zufahrt zu den am Rand des Parks errichteten Häusern, wurde 1906 Arenbergring genannt und 1949 in Dannebergplatz umbenannt.

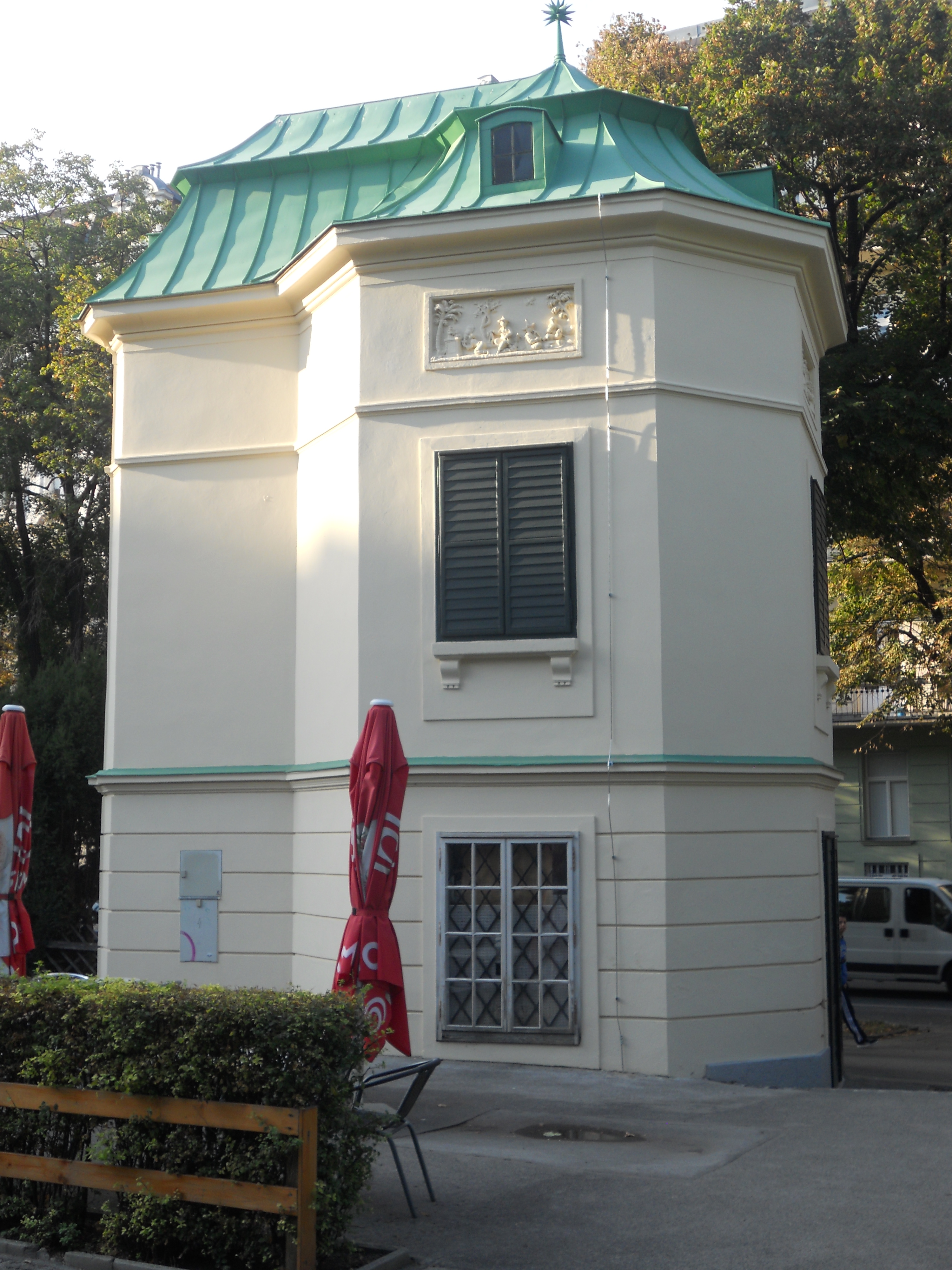
Der Gartenpavillon des ehemaligen Palais Arenberg

Der Park war seit 16. September 1900 öffentlich zugänglich und wurde nach Erweiterung und Neugestaltung am 19. September 1907 neuerlich eröffnet. Von der ursprünglichen Anlage blieb nur ein achteckiger Pavillon an der Neulinggasse und ein weiterer in einem Hinterhof zwischen Ungargasse und Charasgasse übrig. 1915 wurde die sogenannte Scherzogruppe, eine Bronzeskulptur von Josef Müllner aufgestellt, die einen Knaben mit Panthern darstellt. Sie wurde aber gestohlen und wurde 1920 erneuert. Später übersiedelte sie auf den Schwarzenbergplatz und 1948 in den Modenapark.
Im Zweiten Weltkrieg wurden 1942 / 1943 zwei Flaktürme in den Park gebaut, die sein Bild heute noch prägen. Nach Kriegsende wurde der Park von Architekt Viktor Mödlhammer wieder instand gesetzt und am 20. September 1950 neuerlich eröffnet. Der größere Turm wird vom Museum für angewandte Kunst (MAK) als Lager genutzt (Stand Juni 2018). Nach Ausfall eines IT-Unternehmens sucht die Stadt Wien als Eigentümerin einen Nutzer für den kleineren, den Leitturm.
Im Park befindet sich seit 1992 eine Gedenktafel für Robert Danneberg, nach dem der Platz um den Park benannt ist, und beim Kindergarten am Rand des Parks steht die Spielplastik Bär von Josef Schagerl junior. 1958 wurde das an den Park östlich anschließende Palais Arenberg in der Landstraßer Hauptstraße 96, in dem zuletzt das städtische Jugendamt untergebracht war, demoliert, um die den Park im Norden begrenzende Neulinggasse zu dieser verlängern zu können.